# Episode 2 (Twin Peaks)
«Episode 2», también conocido como «Zen, o la habilidad de atrapar a un asesino», es el tercer episodio de la primera temporada de la serie estadounidense de misterio Twin Peaks. Sus guionistas fueron los creadores de la serie, Mark Frost y David Lynch y el director, este último. El capítulo está protagonizado por Kyle MacLachlan, Michael Ontkean, Ray Wise y Richard Beymer, y supone el debut de Michael J. Anderson como el enano, Miguel Ferrer como Albert Rosenfield y David Patrick Kelly como Jerry Horne.
Twin Peaks se centra en la investigación del asesinato de la adolescente Laura Palmer (interpretada por Sheryl Lee), en un pequeño pueblo rural en el estado de Washington que da nombre a la serie. En este episodio el agente del FBI Dale Cooper (MacLachlan) enseña al sheriff Truman (Ontkean) y a sus lugartenientes un método único para reducir el número de sospechosos de la muerte de Palmer. Por otra parte, el médico forense Albert Rosenfield (Ferrer) llega a Twin Peaks, mientras que Cooper tiene un extraño sueño que tendrá importancia en la investigación del crimen.
«Episode 2» fue estrenado en Estados Unidos el 19 de abril de 1990, en la cadena ABC y tuvo una audiencia de 19,2 millones de hogares, lo que supuso un 21 % de la audiencia estadounidense. Tras su emisión recibió principalmente críticas positivas por ser un episodio innovador en la televisión.

## Argumento

### Trasfondo
El cadáver de la adolescente Laura Palmer (Sheryl Lee), vecina de la pequeña ciudad ficticia de Twin Peaks, Washington, aparece envuelto en plástico. El agente especial del FBI Dale Cooper (Kyle MacLachlan) es enviado a la localidad con la misión de investigar el asesinato, cuyos principales sospechosos son el novio de Laura, Bobby Briggs (Dana Ashbrook) y James Hurley (James Marshall), con el que la joven engañaba al anterior. Sin embargo, otros habitantes, como el violento camionero y traficante de drogas Leo Johnson (Eric Da Re), son también señalados como posibles sospechosos.

### Eventos

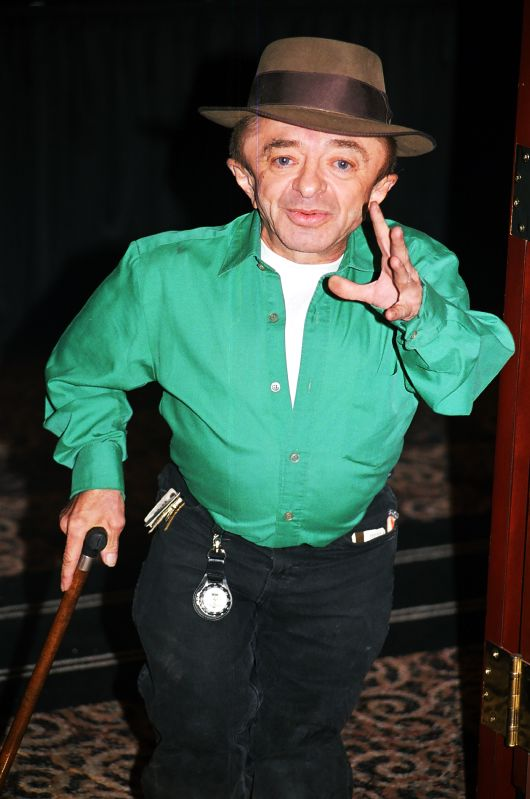
El actor Michael J Anderson debutó en la serie con este capítulo.

La familia Horne —Ben (Richard Beymer) y sus hijos Audrey (Sherilyn Fenn) y Johnny (Robert Bauer)— reciben la visita del hermano de Ben, Jerry (David Patrick Kelly), durante la cena. Ante la visita de su hermano, Ben aprovecha para comunicarle la muerte de Laura Palmer y el fracaso del proyecto comercial Ghostwood. Esa noche, ambos visitan One Eyed Jacks, un casino y burdel, situado en la frontera con Canadá, donde Ben será el primero en yacer con una nueva prostituta tras ganar a cara o cruz. 
Por otra parte, Bobby Briggs y su amigo Mike Nelson (Gary Hershberger) se dirigen hacia el bosque para recoger un envío oculto de cocaína, pero son emboscados por Leo Johnson, que les exige 10 000 dólares. Leo también insinúa a Bobby que conoce la identidad del amante de su mujer, Shelly (Mädchen Amick). Al día siguiente, el joven visita a Shelly y descubre que Leo la ha golpeado.
El agente Cooper recibe una llamada telefónica de Hawk (Michael Horse), el ayudante del sheriff, que le habla sobre un sospechoso hombre manco al que vio cerca de la habitación de Ronette Pulaski en el hospital. A la mañana siguiente, Cooper se reúne con el sheriff Truman (Michael Ontkean), sus ayudantes Hawk y Andy Brennan (Harry Goaz) y su secretaria Lucy Moran (Kimmy Robertson) en un claro del bosque para demostrarles su inusual método para minimizar el número de su investigación. Su sistema señala como sospechosos a Leo y al psiquiatra Lawrence Jacoby (Russ Tamblyn). Poco después; Albert Rosenfield (Miguel Ferrer), forense y compañero de Cooper en el FBI, llega a la ciudad. Su carácter cínico pronto le lleva a enfrentarse con el sheriff.
Donna Hayward (Lara Flynn Boyle) y James Hurley charlan sobre su nueva relación y se besan de manera apasionada en el sofá de Donna. Por su parte, Leland Palmer (Ray Wise), todavía de luto por la muerte de Laura; baila solo en su sala de estar, llorando y con una fotografía de su hija en sus manos. Leland rompe el marco de la foto y se corta las manos, ante la visión de su mujer, Sarah (Grace Zabriskie), que le pide entre sollozos que pare. 
Al final del día, Cooper se retira a su habitación de hotel, donde experimenta un extraño sueño que tiene lugar en una sala adornada con cortinas rojas y en la que se encuentran Laura Palmer y un enano (Michael J. Anderson). Estos dos personajes hablan de una manera discordante e inconexa y después de que el enano se ponga a bailar, Laura se inclina para susurrarle a Cooper en el oído. El agente se despierta del sueño, telefonea al sheriff y le declara que conoce la identidad del asesino.

## Producción

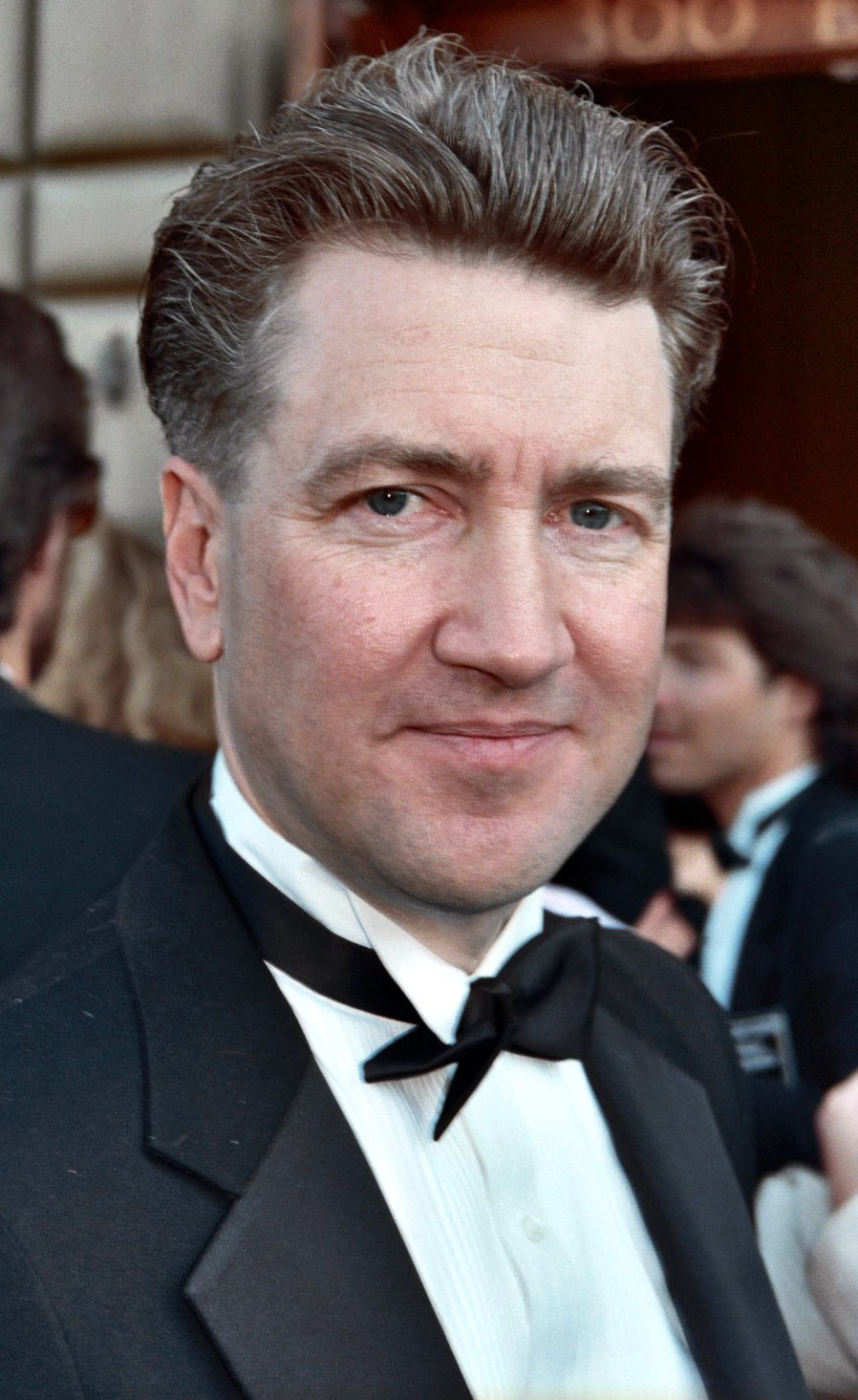
David Lynch —en la imagen en 1990— dirigió y coescribió el guion del capítulo.

«Episode 2» fue el segundo capítulo dirigido por el creador de la serie, David Lynch, que ya había realizado esta tarea en el piloto y que dirigiría otros cuatro episodios más de Twin Peaks. Por su parte, el guion lo escribieron Lynch y el otro creador del programa, Mark Frost. Frost escribiría ocho capítulos posteriores, mientras que Lynch únicamente trabajaría en el guion de un episodio más.
«Episode 2» introduce al personaje del enano, también conocido como Little Man from Another Place, interpretado por Michael J. Anderson. La habitación roja que aparece en la última escena había sido ideada por Lynch para la versión europea del episodio piloto y originalmente no se tenía en cuenta que apareciera a lo largo de la serie. Sin embargo, el director quedó satisfecho con el resultado que la incluyó en el argumento. En capítulos posteriores se revelaría que la habitación roja es una sala de espera a la Logia Negra, una dimensión mística que bordea Twin Peaks. Lynch afirmó que concibió la mayor parte de la escena en una fría noche en la que se apoyó sobre el chasis de su coche que estaba caliente. El director había conocido a Michael J. Anderson en 1987, cuando trabajaba en Ronnie Rocket, un proyecto cinematográfico sobre «electricidad y un chico de tres pies de altura con el pelo rojo» que finalmente fue desechado en última instancia. Lynch pensó en Anderson inmediatamente después de idear la habitación roja.
Miguel Ferrer, que realizó su debut como Albert Rosenfield en este episodio, conoció al director mientras trabajaban en una película que nunca se llegó a realizar; además, Lynch había dirigido a su padre, José Ferrer, en el largometraje Dune (1984). Durante la fase de casting, Lynch recordó a Ferrer y le envió los guiones de «Episode 1» y «Episode 2». El actor encontró dificultades para entenderlos, de modo que Frost le envió una grabación del piloto para que aclarara sus dudas.
La secuencia del sueño incluye diálogos expresados de manera inversa e inconexa. Este efecto se consiguió al grabar las frases de los actores fonéticamente al revés y luego reproduciéndolas hacia atrás. Tras alterar el audio también se le añadió un ligero efecto de reverberación. David Lynch había comenzado a experimentar dicha técnica en 1971 y tenía planeado usarla en su primera película, Cabeza borradora (1977). Los actores también tuvieron que realizar sus movimientos al revés, ya que varias escenas se invirtieron en su totalidad.
Frank Byers, el director de fotografía, declaró que su principal inspiración para utilizar lentes de gran ángulo y una iluminación suave durante todo el capítulo fue la película Touch of Evil (1958) de Orson Welles. Byers también evitó usar iluminación adicional más allá de la que fuera necesaria y optó por trabajar principalmente con luz natural. La localización utilizada para One Eyed Jacks fue utilizada únicamente en otro episodio pero con material de archivo grabado el mismo día que «Episode 2». En la segunda temporada, el casino tuvo mayor importancia en el argumento, por lo cual fue construido un nuevo escenario para representarlo. Las integrantes femeninas del reparto fueron iluminadas deliberadamente con luz tenue desde un ángulo cercano, para que ayudara a crear una «apariencia de inocencia y confort».
Kimmy Robertson —que interpretó a Lucy Moran, la recepcionista del sheriff Truman— describió la dirección de Lynch como hipnótica y que sus planteamiento eran únicos entre los directores con los que había trabajado.

## Temas
Las escenas del episodio —en especial la de técnica del agente especial para reducir el número de sospechosos— destacan por mostrar el lado espiritual del protagonista, que también sería expuesto posteriormente en «Episode 16». El enfoque heurístico de Cooper «evita deliberadamente el ingenio deductivo de lógica, pistas y fuerza muscular». El hecho de que el protagonista de la serie abrace esta manera intuitiva de deducción lleva a Twin Peaks a «contradecirse con la tendencia naturalista en la filosofía analítica». Este enfoque orientado hacia lo onírico resulta habitual en los trabajos David Lynch, quien, de acuerdo al libro Beautiful Dark  de Greg Olson; «siempre se ha identificado a sí mismo como un artista original, un hombre fascinado por los reinos espirituales que está comprometido con expresar su vida interior».
La utilización de surrealismo en el episodio destaca por ser un símbolo de «un movimiento más distante del realismo social en el drama televisivo». El capítulo hace uso de fuertes colores e inusuales ángulos de cámara, en especial, para el color marrón y los bajos ángulos empleados para grabar las escenas del personaje Leland Palmer, que han sido descritos según la autora de Gothic Television Helen Wheatley como un «estado anímico de terror doméstico». El baile de Palmer con la foto de su hija ha sido calificado por Greg Olson como «una metáfora del matrimonio» y «una incestuosa danza en círculo», que hace alusión a su abusivo pasado. Tanto el incesto, como la violencia sexual se convertirían en temas recurrentes de la serie, ejemplo de ello sería el involuntario flirteo de Ben Horne con su hija enmascarada en el burdel One Eyed Jacks.

## Recepción
El estreno de «Episode 2» tuvo lugar en la cadena televisiva ABC, el 19 de abril de 1990. La emisión inicial fue vista en 12,1 millones de hogares en los Estados Unidos, lo que supuso un 21 % de la audiencia disponible y un 13,1 % de los hogares estadounidenses. Estos datos representaron un descenso con respecto al capítulo anterior, que había tenido una audiencia del 27 % y había sido visto en 14,9 millones de residencias estadounidenses. En España, «Episode 2» fue emitido el 16 de noviembre de 1990 a través de Telecinco, una cadena que en aquel momento únicamente tenía difusión en Madrid, Barcelona, Valencia y Sevilla. A pesar de una emisión tan reducida, el capítulo tuvo una audiencia del 33,8 %, superior a la de Televisión Española.
El episodio fue en general bien recibido por la crítica. Gail Caldwell de The Boston Globe  comparó el guion de Frost y Lynch con los trabajos de los escritores estadounidenses de mediados del siglo XX Sherwood Anderson, Flannery O'Connor y Truman Capote, y describió al capítulo como «un descubrimiento del miedo y la locura serena tras un pequeño pueblo ordinario». Keith Phipps de The A.V. Club calificó al episodio de manera positiva y lo describió como «una de las horas más peculiares de la televisión». Phipps también destacó la representación de la Logia Negra y señaló la señaló como «una de de las más peculiares cinematografías de Lynch haya hecho nunca», además también la describió como «completamente aterradora». Otro redactor de The A.V. Club, Noel Murray, observó que el capítulo se adentró «en territorio televisivo inexplorado» y que la secuencia del sueño puede ser visto como «el momento por excelencia de Twin Peaks». Por su parte, Doralba Picerno del sitio Den of Geek lo llamó «material de televisión verdaderamente innovador» y destacó el uso de «imágenes surrealistas con raíces en el psicoanálisis».
Andrea LeVasseur de AllMovie lo puntuó con una nota de cuatro sobre cinco, lo calificó como «memorable y fundamental» y describió el sueño de la habitación roja como «inolvidable». Jen Chaney, redactor del The Washington Post describió al capítulo como «el mejor de la serie» y resaltó su influencia para que programas posteriores como Los Soprano o Lost «se sintieran cómodos tomando riesgos con su audiencia». Por otra parte, Ed Siegel del The Boston Globe  tuvo una opinión negativa sobre el episodio y la secuencia final y consideró que la serie había «perdido su magia». Siegel añadió: «Cualquier persona con menos de un semestre en postminimalismo o absurdismo puede recurrir a los enanos bailarines, hombres mancos, detectives psíquicos, asesinos psicópatas y añadirle toques de incesto y necrofilia».
La escena final del capítulo fue parodiada en el episodio «Who Shot Mr. Burns?» de la serie animada Los Simpson en el cual los personajes de Dale Cooper y el enano son reemplazados por el jefe Wiggum y Lisa Simpson, respectivamente. El diálogo al revés, la inexplicable sombra en movimiento en las cortinas fueron incluidos en la parodia, que tiene lugar en una recreación detallada de la Logia Negra.